# Аристодамид
Аристодамид или Аристомид (Aristodamidas) в гръцката митология е цар на Аргос през 9 век пр.н.е. от династията на Хераклидите.
Той е син на Мероп или на Акой и внук на Тестий. Той наследява баща си на трона и е баща на Фидон (или Федон) и на Керан (цар на Древна Македония).
Според Теофил Антиохийски братът на Мероп, Акой e цар на Аргос и баща на Аристодамид.
На трона е наследен от своя син Фидон.